# Polonia en los Juegos Paralímpicos de Pekín 2008
Polonia estuvo representada en los Juegos Paralímpicos de Pekín 2008 por un total de 94 deportistas, 60 hombres y 34 mujeres.

## Medallistas
El equipo paralímpico polaco obtuvo las siguientes medallas:
| Nombre                             | Deporte                    | Evento                          |
| ---------------------------------- | -------------------------- | ------------------------------- |
| Oro                                |                            |                                 |
| Marcin Awiżeń                      | Atletismo                  | 800 m T46 masculino             |
| Andrzej Zając                      | Ciclismo en ruta           | Ruta B VI 1-3 masculino         |
| Joanna Mendak                      | Natación                   | 100 m mariposa S12 femenino     |
| Katarzyna Pawlik                   | Natación                   | 400 m libre S10 femenino        |
| Natalia Partyka                    | Tenis de mesa              | Individual 10 femenino          |
| Plata                              |                            |                                 |
| Alicja Fiodorow                    | Atletismo                  | 200 m T46 femenino              |
| Paweł Piotrowski                   | Atletismo                  | Jabalina F35/36 masculino       |
| Tomasz Blatkiewicz                 | Atletismo                  | Peso F37/38 masculino           |
| Krzysztof Smorszczewski            | Atletismo                  | Peso F55/56 masculino           |
| Justyna Kozdryk                    | Levantamiento de potencia  | –44 kg femenino                 |
| Katarzyna Pawlik                   | Natación                   | 50 m libre S10 femenino         |
| Katarzyna Pawlik                   | Natación                   | 100 m libre S10 femenino        |
| Paulina Woźniak                    | Natación                   | 100 m braza SB8 femenino        |
| Joanna Mendak                      | Natación                   | 200 m estilos SM12 femenino     |
| Damian Pietrasik                   | Natación                   | 100 m espalda S11 masculino     |
| Piotr Grudzień                     | Tenis de mesa              | Individual 8 masculino          |
| Małgorzata Grzelak Natalia Partyka | Tenis de mesa              | Equipo 6-10 femenino            |
| Bronce                             |                            |                                 |
| Renata Chilewska                   | Atletismo                  | Jabalina F35-38 femenino        |
| Renata Chilewska                   | Atletismo                  | Peso F35/36 femenino            |
| Alicja Fiodorow                    | Atletismo                  | 100 m T46 femenino              |
| Mirosław Pych                      | Atletismo                  | Jabalina F11/12 masculino       |
| Paweł Piotrowski                   | Atletismo                  | Peso F35/36 masculino           |
| Ewa Zielińska                      | Atletismo                  | Salto de longitud F42 femenino  |
| Krzysztof Kosikowski               | Ciclismo en ruta           | Contrarreloj B VI 1-3 masculino |
| Dariusz Pender                     | Esgrima en silla de ruedas | Florete individual A masculino  |
| Radosław Stańczuk                  | Esgrima en silla de ruedas | Espada individual A masculino   |
| Ryszard Rogala                     | Levantamiento de potencia  | –90 kg masculino                |
| Joanna Mendak                      | Natación                   | 100 m libre S12 femenino        |
| Katarzyna Pawlik                   | Natación                   | 200 m estilos SM10 femenino     |
| Grzegorz Polkowski                 | Natación                   | 100 m libre S11 masculino       |